# Sancaklı, Karşıyaka
Sancaklı là một xã thuộc huyện Karşıyaka, tỉnh İzmir, Thổ Nhĩ Kỳ. Dân số thời điểm năm 2010 là 148 người.